# 芳賀健太郎
芳賀 健太郎（はが けんたろう、1980年11月5日 - ）は、NHKのアナウンサー。

## 人物
福島県いわき市出身。私立開成高等学校、東京大学経済学部卒業後、2004年入局。
趣味はドライブ・バイクツーリング。特技はピアノ演奏。

## 現在の担当番組
- 首都圏ネットワーク（リポーター：2024年4月8日[3] - ）
- 首都圏ニュース845（キャスター：2024年4月11日[3] - ）
- あしたも晴れ!人生レシピ （司会：2024年4月26日[3] - ）
- ニュース645（祝日キャスター：2024年10月14日 - ）

## 過去の担当番組
松山放送局時代（2004年度 - 2005年度）
- 愛媛県・四国地方のニュース・中継・リポート

高松放送局時代（2006年度 - 2009年度）
- 香川県のニュース・中継・リポート
- ゆうどき香川がいっぱい（2006年4月3日 - 2007年3月30日）メインキャスター（隔週）
- ゆうどき香川ニュース610（2007年4月2日 - 2009年3月27日）メインキャスター
- ちょっと変だぞ 日本の自然「気がつけば様変わり 大激変SP」（2009年8月19日）
- 特集 夏 小さな旅「再生へ願いを込めて～香川 豊島～」（2009年8月30日）
- 生中継 ふるさと一番!（2009年9月9日、10日）
- 高専ロボコン2009 DANCIN' COUPLE 四国地区大会[4][5]
- 四国を読む（2009年12月23日）
- ここはふるさと旅するラジオ（2010年3月2日）ふるさとサポーター

水戸放送局時代（2010年度 - 2013年7月）
- 茨城県のニュース・中継・リポート
- ニュースワイド茨城（2010年3月29日 - 2013年3月29日）メインキャスター
- お元気ですか日本列島（2011年3月以降）東日本大震災関連特設ニュースを他のアナウンサーと交替で担当。
- 復興サポート『風評被害を乗り越え 観光客を取り戻そう』～茨城県・北茨城市～（2012年10月21日）[6]
- ひるブラ（2013年6月17日、18日）
- 茨城スペシャル（2013年6月28日）司会

福島放送局時代（1度目）（2013年8月 - 2015年度）
- 福島県のニュース・中継・リポート
- はまなかあいづToday（2013年8月21日 - 25日・伊藤博英のキャスター代行）
- ここはふるさと旅するラジオ（2014年6月18日、19日）80アナウンサー
- NHK・民放連共同ラジオキャンペーン岩手・宮城・福島 ラジオっていいね♪だから、ラジオ!ダカラジ（ダカラジ9・No.7）
- 福島から2時間出しているラジオ・福島からさらに2時間出しているラジオ（2015年1月1日）
- 震災4年 ラジオ特集「福島産、どうですか?」～いま“風評”を読み解く～（2015年3月13日）
- 福島スペシャル 原発避難者“1154の声”～『避難の先』へ暮らしをどう作るか～（2015年5月15日）
- ふくしま産でおかわり!超食☆パラダイス（2015年9月25日）[7]
- 防災月間ラジオ特集「火山との共生を考える」（2015年9月26日）
- 特集番組「だから、ラジオ!ダカラジ2015」（2015年10月9日）
- ひるブラ「深山の恵み!ディープに秘境旅 ～福島・檜枝岐村～」（2015年10月20日）
- 福島から2時間出しているラジオ「～知らなきゃ損する!?いまの福島～」（2015年11月23日）
- 福島から2時間出しているラジオ「～大プレゼン大会～」（2016年1月1日）

大阪放送局時代（2016年度 - 2018年度）
- NHKニュースおはよう関西（キャスター：2016年4月4日 - 2019年3月20日）（2018年度は二宮直輝と隔週で担当）
- ニュース・気象情報（全国の定時ニュース）（午後2時：大阪局から放送した場合）
- 関西のニュース（平日正午など）
- ニュース845～関西のニュースと気象情報～（不定期）
- 上方演芸会（不定期）
- まる得マガジン もしもの時に!家族をつなぐ エンディングノート（2017年3月）
- ラジオ文芸館 「白球を追って」（2017年11月11日）
- ニュースウオッチ9（桑子真帆のキャスター代行であった保里小百合のリポーター代行・2018年2月5日 - 9日）
- あさイチ（2018年8月2日）-「JAPA-NAVI 大阪新名所」ナビゲーター

福島放送局時代（2度目）（2019年度 - 2023年度）
- はまなかあいづTODAY（キャスター：2019年4月1日 - 2024年3月22日）[8]
- ニュースふくしま845（キャスター：日替わり担当）

他、福島県のニュースを担当
- ヨーロッパ街角中継 4Kで旅する パリ きらめく花の都へ（2023年6月17日、BSプレミアム・BS4K[9]） - リュクサンブール公園から中継・リポート
- Nらじ19時台メインキャスター代理（2023年8月21日 - 25日。滑川和男の夏季休暇に伴う。NHKラジオ第一の「正午のニュース」も兼務。）
- うまいッ!“宝の海”の希望の魚!メヒカリ〜福島・いわき市〜（2024年3月11日）リポーター

東京アナウンス室時代（2024年度 - ）